# Tacparia detersata
Tacparia detersata är en fjärilsart som beskrevs av Achille Guenée 1858. Tacparia detersata ingår i släktet Tacparia och familjen mätare. Inga underarter finns listade i Catalogue of Life.